# Casa Puig-Palau
La casa Puig-Palau és un habitatge, precedit d'una gran esplanada, sobre la platja de Castell al municipi de Palamós (Baix Empordà) inclòs a l'Inventari del Patrimoni Arquitectònic de Catalunya. La casa data de l'any 1945-46 i és un encàrrec d'Albert Puig-Palau a l'arquitecte barceloní Raimon Duran i Reynals. Els interiors van ser decorats per Domènec Carles i els jardins són un disseny de J. Mirambell i Ferrer, avui abandonats. A la dècada dels 60 es va vendre a Josep Roig i actualment pertany al seu fill.
És una casa inspirada en les viles italianes renaixentistes. Té una concepció escenogràfica i està perfectament integrada a l'entorn natural. L'edifici és de planta rectangular i jardí tancat amb porxades al darrere. La composició de la façana s'estructura en dues plantes, la inferior té quatre finestres i una porta central i la superior tres finestres entre les quals hi ha tres fornícules ovals amb bustos i a l'extrem esquerre una porxada de tres arcs de mig punt am balustrada. El bicromatisme combina el color rogenc dels murs i el blanc dels marcs, motllures, bustos, columnes, etc. de manera absolutament harmònica. La coberta és a quatre vessants amb barbacana de bigues de fusta. A l'esquerra hi ha adossat un porxo d'arc carpanell, amb el sostre enfonsat, decorat amb mosaics representant aus exòtiques. La vegetació completa el conjunt. Actualment està molt descuidada.

## Història
1. 1 2  «Casa Puig-Palau». Inventari del Patrimoni Arquitectònic de Catalunya.   Direcció General del Patrimoni Cultural de la Generalitat de Catalunya. [Consulta: 1r setembre 2015].